# Бортное (Рязанская область)
Бортное — село в Рыбновском районе Рязанской области. Входит в Истобниковское сельское поселение.

## География
Находится в западной части Рязанской области на расстоянии приблизительно 9 км на восток-северо-восток по прямой от железнодорожного вокзала в городе Рыбное.

## История
Упоминается с 1676 года как село Митинское с уже существующей деревянной Успенской церковью. Позднее название села менялось (Митино или Филиповское, затем Бортнова и Бортное), село в XIX веке стало деревней. На карте 1850 года была показана как поселение с 23 дворами. В 1859 году здесь (тогда деревня Рязанского уезда Рязанской губернии) было учтено 28 дворов, в 1897 — 86.

## Население
Численность населения: 268 человек (1859 год), 628 (1897), 33 в 2002 году (русские 85 %), 35 в 2010.